# Maria Dynowska
Maria Dynowska (ur. 29 września 1872 w Warszawie, zm. 3 maja 1938 w Krakowie) – polska nauczycielka, działaczka społeczna, pisarka, autorka książek dla dzieci i młodzieży.

## Życiorys
Przyszła na świat jako córka Henryka i Franciszki z Budnickich Dynowskich. Ojciec był profesorem gimnazjum. Maria pobierała nauki w domu. Po usunięciu ojca ze stanowiska dyrektorskiego w ramach prześladowania ze strony rządu rosyjskiego i objęciu przez niego funkcji dyrektora Szkoły Technicznej Kolei Warszawsko-Terespolskiej Maria uczyła się pod okiem profesorów tejże szkoły. Później brała udział w wykładach na Uniwersytecie Latającym. Dokształcała się samodzielnie w bibliotekach. Podjęła pracę społeczno-oświatową na tajnych kursach dla ochroniarek. 
W czasie rewolucji w 1905 wraz z Karoliną Stolzenwald otworzyła salę zabaw dla chłopców z biedoty miejskiej. Wykładała na tajnych kursach języka polskiego i literatury polskiej dla nauczycieli szkół powszechnych. W 1906 wyjechała na studia do Krakowa. W latach 1909–1913 wykładała literaturę na tajnych kompletach w Warszawie. W 1913 notowano ją jako członkinię Towarzystwa Miłośników Historii w Warszawie. Działała w Macierzy Szkolnej Śląska Cieszyńskiego i w Towarzystwie Szkoły Ludowej.
W czasie I wojny światowej wraz z siostrą Jadwigą, malarką, wyprowadziła się do Krakowa. Wcześniej Maria sprzedała majątek w Wiśle, gdzie mieszkała przed wojną i była pionierką ruchu oświatowego. W Krakowie pracowała jako nauczycielka.
W 1910 na łamach „Pamiętnika Literackiego” opublikowała pierwszą rozprawę naukową – Hieronim Morsztyn i jego spuścizna literacka. Akademia Umiejętności w Krakowie wydała jej dwie prace: Jan Franciszek Loredano i polski tłumacz anonim „Dianei” (1913) i Filip Nereusz Golański (1916). Pisała szkice literackie, np. o liryce Marii Konopnickiej. W 1921 wydała Podręcznik do historii i literatury polskiej, w 1929 – Korespondencję Józefa Ignacego Kraszewskiego i Leopolda Kroenenberga. Pisała książki dla dzieci i młodzieży. Publikowała wierszem i prozą. Układała słuchowiska radiowe dla dzieci. W 1937 wydała antologię Skarbiec poezji polskiej.
Od 7 maja 1919 zasiadała w Wydziale Stronnictwa Demokratyczno-Narodowego. Wygłaszała odczyty, pracowała jako sekretarka redakcji „Roku Polskiego”. Była wiceprzewodniczącą Narodowej Organizacji Kobiet, w której zajmowała się szczególnie sprawą rozdawnictwa odzieży i dokarmiania dzieci. Przewodniczyła organizacji w województwie krakowskim. Od 1928 należała do Stronnictwa Narodowego. W tym samym roku i w 1930 kandydowała bezskutecznie do Sejmu. Po wygłoszeniu mowy programowej została aresztowana i na kilka dni umieszczona w więzieniu. Zabroniono jej wrócić do zawodu nauczycielki, pracowała więc w redakcji „Słownika Biograficznego”.